# Tizi Mahdi
Tizi Mahdi (anche Damiat) è un comune dell'Algeria, situato nella provincia di Médéa.